# كينيتشي ميزونو
كينيتشي ميزونو هو سياسي ياباني، ولد في 21 يوليو 1966 في ميناتو في اليابان. حزبياً، نشط في الحزب الليبرالي الديمقراطي الياباني. وقد انتخب عضو مجلس المستشارين ( – 25 يوليو 2016) وانتخب عضو مجلس النواب من اليابان.

## وصلات خارجية
- الموقع الرسمي